# أبو حصين الأسدي
عثمان بن عاصم بن حصين أبو حصين الأسدي الكوفي، الإمام الحافظ أحد التابعين ورواة الحديث النبوي.

## روايته للحديث
روى عن: إبراهيم النخعي، والأسود بن هلال، وأنس بن مالك، وجابر بن سمرة، وحبيب بن أبي ثابت، وحبيب بن صهبان، وزيد بن أرقم، وسالم بن أبي الجعد، وسعد بن عبيدة، وسعيد بن جبير، وسويد بن غفلة، وشريح القاضي، وعامر الشعبي، وعبد الله بن رباح الأنصاري، وعبد الله بن الزبير، وعبد الله بن عباس، وعبد الرحمن بن بشر الأزرق، وعبيدة السلماني، وعكرمة مولى ابن عباس، وعمران بن حصين، وعمير بن سعيد، وقبيصة بن جابر الأسدي، ومجاهد بن جبر المكي، وأبي الضحى مسلم بن صبيح، وموسى بن طلحة بن عبيد الله، ويحيى بن وثاب، وأبي بردة بن أبي موسى الأشعري، وأبي سعيد الخدري، وأبي صالح الأشعري، وأبي صالح السمان، وأبي ظبيان الجنبي، وأبي عبد الرحمن السلمي، وأبي مريم الأسدي، وأبي وائل الأسدي.
روى عنه: إبراهيم بن طهمان، وإسرائيل بن يونس، وجرير بن عبد الحميد، وخالد بن عبد الله، وزائدة بن قدامة، وسفيان الثوري، وسفيان بن عيينة، وشريك بن عبد الله، وشعبة بن الحجاج، وأبو زبيد عبثر بن القاسم، وعبد الرحمن بن عبد الله المسعودي، وقيس بن الربيع، ومالك بن مغول، ومحمد بن جحادة، ومحمد بن مطرف المدني، ومساور الوراق، ومسعر بن كدام، والوضاح أبو عوانة، وأبو الأحوص الحنفي، وأبو بكر بن عياش، وأبو سعد البقال، وأبو شهاب الحناط، وأبو مالك الأشجعي.

## قول العلماء فيه
- قال أحمد بن سنان القطان، عن عبد الرحمن بن مهدي: أربعة بالكوفة لا يختلف في حديثهم، فمن اختلف عليهم فهو مخطئ، ليس هم، منهم أبو حصين الأسدي.
- وقال الحارث بن سريج النقال، عن عبد الرحمن بن مهدي: لا ترى حافظا يختلف على أبي حصين.
- وسئل أحمد بن حنبل عن أبي حصين فأثنى عليه.
- وسئل أحمد بن حنبل: أيهما أصح حديثا هو أو أبو إسحاق؟ قال: أبو حصين أصح حديثا لقلة حديثه، وكذا منصور أصح حديثا من الأعمش لقلة حديثه.
- وقال أحمد بن عبد الله العجلي: كان ثقة ثبتا في الحديث، وهو أعلى سنا من الأعمش وكان عثمانيا وكان بينه وبين الأعمش متباعدا، ووقع بينهما شر حتى تحول الأعمش عنه إلى بني حرام.[3]
- وقال يحيى بن معين، وأبو حاتم الرازي، ويعقوب بن شيبة، والنسائي: ثقة.
- وقال سفيان بن عيينة، عن الشيباني: دخلت مع الشعبي المسجد، فقال له: انظر، هل ترى أحدا من أصحابنا نجلس إليه، انظر هل ترى أبا حصين. قال سفيان: وحدثني رجل من الكوفة، قال: سئل عامر الشعبي لما حضرته الوفاة: بمن تأمرنا؟ قال: ما أنا بعالم ولا أترك عالما وإن أبا حصين رجل صالح.
- وقال سفيان بن عيينة: كان أبو حصين إذا سئل عن مسألة قال: ليس لي بها علم.
- وقال أبو أحمد العسكري: أبو حصين من قراء أهل الكوفة، وكان يُقرأ عليه في مسجد الكوفة خمسين سنة.

## وفاته
قال أبو بكر بن عياش: دخلت على أبي حصين في مرضه الذي مات فيه فأغمي عليه ثم أفاق فجعل يقول: ﴿وما ظلمناهم ولكن كانوا أنفسهم يظلمون﴾ ثم أغمي عليه ثم أفاق فجعل يرددها فلم يزل على ذلك. توفي سنة سبع وعشرين ومئة، وقيل سنة ثمان وعشرين.